# Α-N-アセチルグルコサミニダーゼ
α-N-アセチルグルコサミニダーゼ(Alpha-N-acetylglucosaminidase、EC 3.2.1.50)は、ムコ多糖症の一種であるサンフィリッポ症候群と関連する酵素である。系統名は、α-N-アセチル-D-グルコサミニド N-アセチルグルコサミニドヒドロラーゼ(alpha-N-acetyl-D-glucosaminide N-acetylglucosaminohydrolase)である。この酵素は、以下の化学反応を触媒する。
N-アセチル-α-D-グルコサミン中の末端の非還元N-アセチル-D-グルコサミン残基を加水分解する。
この酵素は、ウリジン二リン酸-N-アセチルグルコサミンを分解する。